# ГЕС Сіньчжен
ГЕС Сіньчжен (新政航电枢纽) — гідроелектростанція на півдні Китаю у провінції Сичуань. Знаходячись між ГЕС Хун'янцзи (вище по течії) та ГЕС Цзіньсі, входить до складу каскаду на річці Цзялін, лівій притоці Цзіньша (верхня течія Янцзи).
У межах проєкту річку перекрили бетонною греблею заввишки 41 метр та довжиною 680 метрів. Вона утримує водосховище з коливанням рівня поверхні в операційному режимі між позначками 323,6 та 324 метри НРМ та максимальним рівнем під час повені 334 метри НРМ.
Безпосередньо біля лівого берега облаштований судноплавний шлюз, до якого прилягає машинний зал. Тут встановили три бульбові турбіни потужністю по 37 МВт (номінальна потужність станції рахується як 108 МВт), які використовують напір від 3 до 14,8 метра (номінальний напір 11,2 метра) та забезпечують виробництво 500 млн кВт·год електроенергії на рік.
Видача продукції відбувається по ЛЕП, розрахованій на роботу під напругою 220 кВ.